# Drift (Kornwalia)
Drift – wieś w Anglii, w Kornwalii. Leży 4 km na południowy zachód od miasta Penzance i 415 km na zachód od Londynu.